# Sphingonotus otogensis
Sphingonotus otogensis är en insektsart som beskrevs av Zheng, Z. och Caixia Yang 1997. Sphingonotus otogensis ingår i släktet Sphingonotus och familjen gräshoppor. Inga underarter finns listade i Catalogue of Life.